# Burlington (Kentucky)
Burlington – jednostka osadnicza w Stanach Zjednoczonych, w stanie Kentucky, w hrabstwie Boone.